# Max Steiner

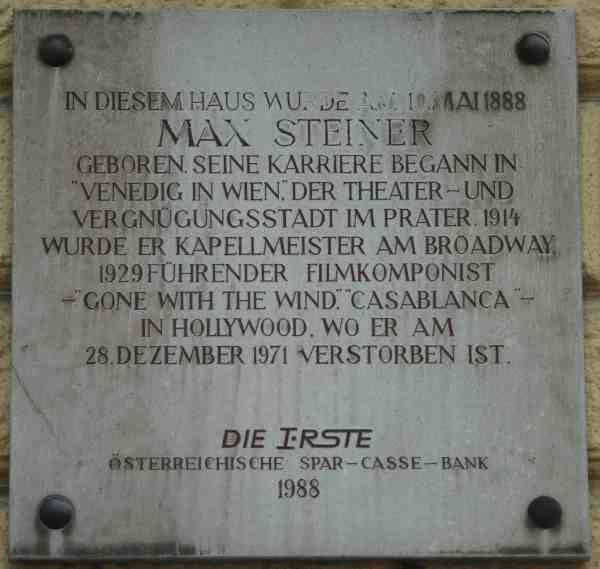
Plaque aan het huis Praterstr. 72 ter nagedichtenis aan Max Steiner

Maximilian Raoul Walter Steiner (Wenen, 10 mei 1888 – Hollywood, 28 december 1971) was een Oostenrijks-Amerikaans componist en een van de meest onderscheiden componisten van de Amerikaanse film.

## Levensloop
Steiner is afkomstig uit een familie die nauwe banden met het theater had: zijn grootvader Maximilian Steiner (1839-1880) was onder andere directeur van het Theater an der Wien en zijn vader Gabor Steiner (1858-1944) was in Wenen eveneens theaterdirecteur. Als kind kwam zijn muzikaal talent al naar voren en hij begon zijn studie aan de Universität für Musik und darstellende Kunst Wien in Wenen op 16-jarige leeftijd. Tot zijn leraren behoorden Johannes Brahms (piano) en Gustav Mahler (compositie).
Steiner was nog maar 15 jaar oud toen in 1903 zijn eerste operette Die schöne Griechin in première ging. Na zijn studie tot het begin van de Eerste Wereldoorlog werkte hij meestal in Londen als dirigent en arrangeur. In december 1914 emigreerde hij naar de Verenigde Staten. Gedurende de volgende 15 jaren werkte hij als arrangeur, orkestrator en dirigent van operettes en musicals van Victor Herbert, Jerome Kern, Vincent Youmans en George Gershwin aan Broadway.
In 1929 vertrok hij naar Hollywood en orkestreerde de filmversie van Rio Rita van Florenz Ziegfield voor RKO Pictures. De muziek voor de film King Kong in 1933 zorgde voor een brede reputatie, het was een van de eerste Amerikaanse films die een uitgebreide partituur hadden en waar dialogen met muziek ondersteund werden, wat de dramaturgie verbeterde. In 1936 werd hem voor de muziek voor de film The Informer, onder regie van John Ford, de eerste Academy Award voor de beste filmmuziek toegekend. In de tijd tussen 1937 en 1964, toen Steiner voor Warner Brothers Studios werkte werd hij nog twee keer met een Academy Award voor de beste filmmuziek onderscheiden, in 1942 voor Now, Voyager en in 1944 voor Since You Went Away. In ieder geval was hij de prominentste componist op de muziekafdeling van de Warner Brothers Studios en hij schreef ook de bekende fanfare die de meeste van de Warners' films vanaf 1937 tot het begin van de jaren vijftig introduceert. Zijn laatste filmmuziek voor Warner Brothers Studio schreef hij voor de in 1964 opgenomen Youngblood Hawke.
Steiner schreef ook de muziek voor verschillende tv-series die bij Warner Brothers werden geproduceerd. In 1954 vroeg de platenmaatschappij RCA Victor hem om een orkestrale suite van de film Gone with the Wind en dit werk werd door Steiner zelf gedirigeerd en opgenomen.

## Prijzen en onderscheidingen
In totaal werden 26 van zijn filmmuziekwerken voor een Academy Award genomineerd. Zoals boven vermeld kreeg hij drie keer deze prestigieuze prijs. Voor de muziek die hij zelf als zijn meest authentieke beschouwt, de muziek voor de film Gone with the Wind uit 1939, won hij geen Academy Award. Hij schreef voor honderden Hollywoodfilms de muziek. Soms werd hij ook als vader van de filmmuziek gezien. In 1995 werd hij postuum in de zogenoemde Songwriters Hall of Fame opgenomen, een afdeling van de National Academy of Popular Music. Steiner heeft voor zijn bijdragen aan de film een ster op de Walk of Fame, gelegen aan 1551 Vine Street in Hollywood.

## Laatste rustplaats
Hij is begraven in het grote mausoleum in de Forest Lawn Memorial Park Cemetery in Glendale, Californië.

## Composities (selectie)

### Muziektheater

#### Opera's
- 1902 - Orpheum

#### Operettes
- 1903 - Die schöne Griechin

### Filmmuziek
- 1932 - Young Bride
- 1932 - Cimarron
- 1932 - A Bill of Divorcement
- 1933 - Christopher Strong
- 1933 - King Kong
- 1933 - Rafter Romance
- 1934 - The Little Minister
- 1934 - The Gay Divorcee (Academy Award-nominatie)
- 1934 - The Lost Patrol (Academy Award-nominatie)
- 1935 - The Informer (Academy Award)
- 1936 - Chatterbox
- 1936 - The Garden of Allah (Academy Award-nominatie)
- 1936 - The Charge of the Light Brigade
- 1937 - A Star Is Born
- 1937 - That Certain Woman
- 1937 - The Life of Émile Zola
- 1938 - Jezebel (Academy Award-nominatie)
- 1938 - Angels with Dirty Faces
- 1938 - The Adventures of Tom Sawyer
- 1939 - Confessions of a Nazi Spy
- 1939 - Dark Victory (Academy Award-nominatie)
- 1939 - Gone with the Wind (Academy Award-nominatie)
- 1940 - The Letter (Academy Award-nominatie)
- 1940 - Santa Fe Trail
- 1941 - Shining Victory
- 1941 - They Died with Their Boots On
- 1941 - Sergeant York (Academy Award-nominatie)
- 1942 - Now, Voyager (Academy Award)
- 1942 - Casablanca (Academy Award-nominatie)
- 1944 - Since You Went Away (Academy Award)
- 1944 - The Adventures of Mark Twain (Academy Award-nominatie)
- 1945 - Mildred Pierce
- 1945 - Rhapsody in Blue (Academy Award-nominatie, samen met Ray Heindorf)
- 1946 - The Big Sleep
- 1946 - Night and Day (Academy Award-nominatie, samen met Ray Heindorf)
- 1947 - Life with Father (Academy Award-nominatie)
- 1947 - My Wild Irish Rose (Academy Award-nominatie, samen met Ray Heindorf)
- 1948 - The Treasure of the Sierra Madre
- 1948 - Winter Meeting
- 1948 - Johnny Belinda (Academy Award-nominatie)
- 1949 - Beyond the Forest (Academy Award-nominatie)
- 1949 - The Fountainhead
- 1950 - The Flame and the Arrow (Academy Award-nominatie)
- 1950 - The Glass Menagerie
- 1952 - The Miracle of Our Lady of Fatima (Academy Award-nominatie)
- 1952 - This is Cinerama
- 1952 - Room for One More
- 1953 - The Jazz Singer (Academy Award-nominatie, samen met Ray Heindorf)
- 1953 - The Charge at Feather River
- 1954 - The Caine Mutiny (Academy Award-nominatie)
- 1955 - Battle Cry (Academy Award-nominatie)
- 1956 - The Searchers
- 1956 - Helen of Troy
- 1956 - Come Next Spring
- 1957 - Band of Angels
- 1959 - A Summer Place
- 1959 - The FBI Story
- 1960 - The Dark at the Top of the Stairs
- 1961 - Parrish
- 1963 - Spencer's Mountain
- 1964 - Youngblood Hawke

## Publicaties
- Regina Schlagnitweit: Ich schreibe, was ich sehe. Max Steiner Musik, Wien/Beverly Hills. in: Christian Cargnelli und Michael Omasta (Hrsg.): Aufbruch ins Ungewisse. Österreichische Filmschaffende in der Emigration vor 1945. Band 1. Wien: Wespennest, 1993, S. 89-105.
- Raimund Saxinger: Max Steiner zum 100. Geburtstag – Symphonie für Millionen, in: Filmharmonische Blätter. Heft 8/Februar/März/April 1988, S. 30-35
- Prof. Dr. Horst-Jürgen Gerigk en Prof. Dr. Dorothea Redepenning: Gefühle hinter Wort und Bild: Musik im Hollywood-Film, in: Internetartikel over filmmuziek